# Wataru Kaji
Wataru Kaji (鹿地 亘, Kaji Wataru) (1er mai 1903 - 26 juillet 1982), de son vrai nom Mitsugi Seguchi (瀬口貢), est un écrivain, critique littéraire et activiste politique japonais.

## Biographie
Wataru Kaji est né à Kyūshū en 1903 dans une famille prospère. Après ses études à l'université impériale de Tokyo, Kaji adhère au Parti des travailleurs et paysans. Ses activités attirent sur lui l'attention des autorités et il est emprisonné à de multiples reprises. Il fuit en Chine en janvier 1936 déguisé en samouraï en profitant du voyage d'une troupe théâtrale. Il réside à Shanghai où il épouse Yuki Ikeda (en), militante anti-japonaise comme lui. Kaji étudie et traduit les œuvres de Lu Xun,, et rencontre Hu Feng. Il devient même ami avec Xiao Hong.
Après le déclenchement de la Seconde guerre sino-japonaise, Kaji et Ikeda fuient à Hong Kong. Kaji écrit des articles pour les journaux et magazines chinois. Il est autorisé par les Chinois à venir en Chine continentale. En échappant aux agents japonais à ses trousses, il atteint Hankou, puis la capitale, en mars 1937. Il est attaché à la section de propagande du service politique de l'armée chinoise comme « conseiller psychologique », et travaille auprès de Guo Moruo. Kaji est chargé d'endoctriner les prisonniers de guerre japonais qui sont ensuite renvoyés sur la ligne de front pour diffuser de la propagande aux soldats japonais. Il quitte le service et est remplacé par Kazuo Aoyama (en). Kaji continue à écrire de la propagande pour l'armée chinoise avant de partir pour Chongqing où il participe à la création de groupes d'études chargés d'analyser les conditions de vie au Japon, et d'étudier les techniques militaires japonaises. Il conserve un bureau de recherche à Chongqing et écrit et réunit des documents sur la guerre. Il travaille également pour l'Office d'information de guerre des États-Unis à son quartier-général de Kunming et y rédige des documents de propagande.
Durant la guerre, les Japonais tentent d'assassiner Kaji. Ils offrent des primes pour sa tête et l'aviation japonaise tente par deux fois de détruire sa résidence en Chine. Un article de 1944 du St. Petersburg Times rapporte que les militaires japonais ont mis à prix sa tête pour 50 000 $.
Durant la guerre, Kaji rencontre le journaliste Edgar Snow, et le soldat américain et activiste syndical Koji Ariyoshi (en). En décembre 1939, Kaji fonde l'Alliance anti-guerre du peuple japonais (en). À certaines occasions, John Young, le fils d'une famille de diplomates chinois, sera l’interprète de Wataru Kaji.
Kaji est enlevé en 1951 par les services de renseignement américains et détenu plus d'un an. Il est suspecté d'être un espion soviétique. Il aurait été torturé durant sa détention. Lorsque cette affaire est connue du public, les réactions japonaises sont outrées car la durée de sa détention a dépassé la date d'avril 1952, quand la souveraineté japonais a été restaurée.
Wataru Kaji meurt d'un cancer dans un hôpital de Tokyo à l'âge de 79 ans.

## Legs
La série de documentaires chinoise Aujourd'hui dans l'histoire de la guerre anti-japonaise dédie un épisode à Wataru Kaji.
Wataru Kaji est représenté dans le spectacle des Amis internationaux durant la guerre anti-japonaise organisé par l'Association populaire de Pékin pour l'amitié avec les pays étrangers. Le spectacle montre « 160 images de 39 amis étrangers qui ont travaillé avec le peuple chinois et fait des contributions à l'indépendance et la liberté de la Chine ».